# Aoura Bizzarri
Pour les articles homonymes, voir Bizzarri.
Aoura Bizzarri est une militante sociale québécoise née le 2 novembre 1946 en Italie. Elle est arrivée à Montréal dans les années 1970 et ne parlait pas français. Bizzarri a remarqué les inégalités auxquelles de nombreuses femmes immigrées étaient confrontées et a pris la langue comme cause, faisant des apparitions publiques pour en discuter ouvertement.
Elle est particulièrement impliquée auprès des femmes immigrantes pour faciliter leur intégration à la société québécoise d'une part et leur action commune d'autre part,.
Elle a fondé en 1983 le Collectif des femmes immigrantes du Québec avec le but principal d'aider les femmes immigrantes à apprendre le français pour mieux s'adapter à la société québécoise.

## Honneurs
- 1990 - Chevalier de l'Ordre national du Québec[1]